# زنان زندانی بند ۷
زنان زندانی بند ۷ (انگلیسی: Women in Cell Block 7) با عنوان اصلیِ خاطرات محرمانه از زندان زنان، یک فیلم ایتالیایی به کارگردانی رینو دی سیلوسترو است که در سال ۱۹۷۳ منتشر شد.

## بازیگران
- آنیتا استریندبری
- ایفا چمریس
- جنی تامبوری
- کریستینا گایونی
- ماسیمو سراتو
- الیسا مایناردی
- اولگا بیسرا
- والریا فابریتسی
- پائولا سناتوره
- راجر براون
- اومبرتو راهو
- گابریلا جورجلی
- فرانکو فانتازیا
- جولیو ماکولانی
- رزیتا توروس